# Linckia laevigata
Linckia laevigata är en sjöstjärneart som först beskrevs av Carl von Linné 1758.  Linckia laevigata ingår i släktet Linckia och familjen Ophidiasteridae. Inga underarter finns listade i Catalogue of Life.

## Bildgalleri

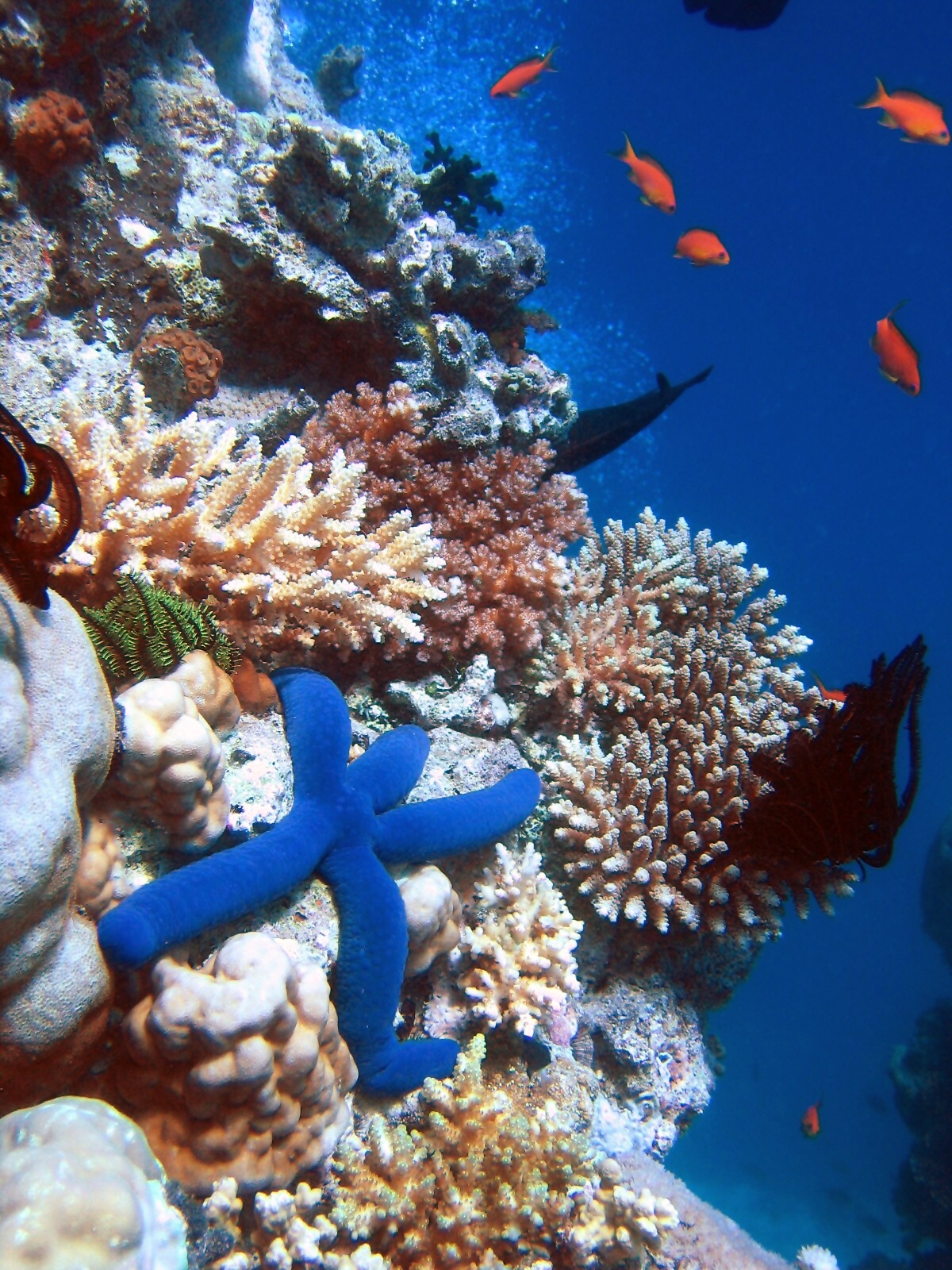